# Méthylcellulose
La méthylcellulose est fabriquée à partir de la cellulose du bois et se comporte comme des fibres solubles. Elle donne des solutions très visqueuses une fois diluée dans l'eau.

## Fabrication
La méthylcellulose à basse viscosité est obtenue par réaction de la cellulose avec le chlorure de méthyle.
Tandis que la méthylcellulose haute viscosité (ou hydroxipropyle méthylcellulose) est obtenue en faisant réagir la cellulose avec du chlorure de méthyle et de l’oxyde de propylène.

## Industrie alimentaire
La méthylcellulose est un additif alimentaire autorisée par l'Union européenne et porte le numéro E461.
Dans l'industrie agro-alimentaire, la méthylcellulose est employée comme épaississant, gélifiant, stabilisant ou encore comme agent d'enrobage. Elle épaissit les fluides et forme une gelée lorsqu’elle est chauffée. Elle permet également aux crèmes glacées de fondre plus lentement. Elle stabilise les sauces salades et les mayonnaises, et maintient les composants d'un dessert en un mélange uniforme. Sa consommation en excès peut provoquer des désagréments intestinaux tels que des diarrhées.

## Industrie pornographique
La méthylcellulose est le composant principal du faux sperme. Elle est prisée pour ses qualités hypoallergéniques, son absence de goût et d'odeur. De plus, les solutions de méthylcellulose ne favorisent pas la prolifération bactérienne et limitent donc les risques d'infections des muqueuses.

## Papeterie
La méthylcellulose peut être utilisé comme agent de collage dans la fabrication du papier.

## Autres industries
La méthylcellulose intervient dans la fabrication de solutions ophtalmiques, mais aussi dans la production de peintures comme la gouache. Elle est privilégiée pour la gouache scolaire du fait de son faible coût, de ses propriétés épaississantes et de retardateur de séchage, facilitant sa conservation sous forme liquide, notamment en flacons.